# Дом купца Маркелова
Дом купца Маркелова — жилое здание с коммерческими помещениями в Выборге. Расположенный на главной городской улице — проспекте Ленина — пятиэтажный дом в центре города Выборга в стиле северный модерн включён в перечень памятников архитектуры.

## История
К началу XX века одним из самых богатых и влиятельных выборгских предпринимателей был Демьян (Дамиан, Домиан) Маркелович Маркелов (ок. 1842—1913 гг.). Родившийся в деревне Сидорово Тверской губернии крестьянин после отмены крепостного права стал купцом и занялся в Выборге торговлей продуктами: маслом, молоком и хлебными изделиями. В губернском списке ведущих выборгских коммерсантов от 30 марта 1915 года фирма «Д. Маркелов и Ко» находилась на четвёртом месте.
Для строительства своего жилья успешный купец и известный благотворитель, более двадцати лет бывший приходским старостой Выборгского кафедрального собора, приобрёл участок на главной улице города, заказав проект выборгскому губернскому архитектору К. А. Шульману. Возведённый в 1903—1904 годах пятиэтажный доходный дом расположен неподалёку от Рыночной площади, где в то время находились продуктовые лавки и склад Маркелова в Круглой башне; немного дальше по расстоянию от дома находится православный Спасо-Преображенский собор, где Домиан, а затем его сын Пётр Маркелов выполняли обязанности церковного старосты.
Дом Д. М. Маркелова считается одной из наиболее удачных построек К. А. Шульмана. Симметричный фасад, оформленный в стиле финского национального романтизма с элементами историзма, выделяется натуралистическим декором, представляющим флору и фауну Карелии. Самыми заметными элементами декора стали четыре скульптуры медведей. К образу медведя как одного из символов Карелии архитекторы и скульпторы Выборга обращались и позже (в частности, получили известность вокзальные скульптуры медведей — фонтан в парке и статуя в сквере, — а также статуя юноши с медвежонком). Украшения дома Маркелова стали одной из причин появления в литературе определения Выборга как «города семи медведей».
Помимо статуй медведей, выглядывающих из-за карниза двух эркеров на уровне четвёртого этажа, фасадный декор включает изображения дубовых веток с желудями, белок и птиц. Первый этаж, предназначенный под коммерческие цели, отделан гранитом, причём парадный вход представляет собой стилизованный под романский стиль портал. Верхние этажи, каждый из которых представлял собой одну большую квартиру, украшены окнами, стилизованными под эпоху Тюдоров.
После провозглашения независимости Финляндии дела у фирмы «Д. Маркелов и Ко» пошли хуже. В 1925 году умер Пётр Дамианович Маркелов, получивший, подобно отцу, известность в качестве благотворителя русской общины Выборга. А в 1929 году компания была закрыта. Домом Маркелова с 1927 года владела фирма «Torkkeli», разместившая в нём свой магазин. В ходе перепланировки было увеличено количество квартир, в одной из которых продолжал жить Сергей Петрович Маркелов, внук основателя разорившейся компании. Летом 1939 года для расширения здания фирмой «Torkkeli» был снесён деревянный дом на соседнем участке, однако начавшемуся в сентябре 1939 года строительству нового корпуса помешали советско-финские войны (1939—1944).
Пострадавший в результате войны купеческий дом был восстановлен по упрощённому проекту: здание лишилось высокой крыши и островерхих купольных завершений эркеров. Последующими ремонтами (в том числе ремонтом, проведённым в 2018 году) восстановления высокой кровли и башенок на эркерах не предусматривалось. Не удалась и попытка строительства в 2012 году «Торкельской ратуши» — жилого дома, спроектированного на участке, где в 1939 году фирмой «Torkkeli» планировалось возведение нового корпуса.

## Изображения
- Фото 1906 года
- Общий вид в 2013 году
- Статуи медведей и птичьи барельефы на эркере
- Статуя медведя
- Парадный вход
- Даты строительства на фронтоне